# Cézallier
El Sejalèir o Chasaleir segons L'Auvergnat de poche (en francès Cézalier, Cézallier) és un altiplà del Massís Central és una regió d'Occitània situat a l'Alvèrnia. La seva ciutat principal és Alancha.